# Nattapon Woratayanan
Nattapon Woratayanan (thailändisch ณัทธภณ วรทญานันทน์, * 23. Mai 1985 in Chachoengsao) ist ein thailändischer Fußballspieler.

## Karriere
Nattapon Woratayanan erlernte das Fußballspielen in der Jugendmannschaft vom Chachoengsao Hi-Tek FC in Chachoengsao sowie in der Jugendmannschaft des FC Everton in England. Seinen ersten Vertrag unterschrieb er bei seinem Jugendverein Chachoengsao Hi-Tek. 2008 wechselte er nach Buriram. Hier unterschrieb er einen Vertrag beim Buriram PEA. Für den Club spielte er bis 2009 21 Mal in der ersten Liga. 2010 unterschrieb er einen Einjahresvertrag beim Ligakonkurrenten Bangkok United in der Hauptstadt Bangkok. Über Buriram FC (2011) kam er 2012 zum Zweitligisten Ratchaburi Mitr Phol. Mit dem Verein aus Ratchaburi wurde er Meister der Thai Premier League Division 1 und stieg somit in die Thai Premier League auf. Nach dem Aufstieg wechselte er 2013 für zwei Jahre zum PTT Rayong FC nach Rayong. 2015 schloss er sich für zwei Jahre dem Erstligisten Chiangrai United aus Chiangrai an. Bei seinen ehemaligen Vereinen PTT Rayong und Chachoengsao spielte er von 2017 bis 2018. Mit Chachoengsao spielte er in der dritten Liga, der Thai League 3. 2019 nahm ihn der Erstligaabsteiger Police Tero FC aus Bangkok unter Vertrag. Mit Police wurde er Vizemeister und stieg in die erste Liga auf. Nach dem Aufstieg verließ er Police und unterzeichnete einen Vertrag beim Zweitligisten MOF Customs United FC. Für den Bangkoker Verein stand er achtmal in der zweiten Liga auf dem Spielfeld. Ende 2020 wurde sein Vertrag nicht verlängert. Vom 1. Januar 2021 bis Ende Juni 2021 war er vertrags- und vereinslos. Vom Juli 2021 bis Anfang August 2023 stand er bei den Amateurligisten Prachinburi City FC und Huasamrong Gateway FC unter Vertrag. Am 4. August 2023 nahm ihn der Erstligist Police Tero FC unter Vertrag.

## Erfolge
Buriram PEA
- Thailändischer Meister: 2008

Ratchaburi Mitr Phol
- Thailändischer Zweitligameister: 2012  ▲

Police Tero FC
- Thailändischer Zweitligavizemeister: 2019  ▲